# Spuszczel pospolity
Spuszczel pospolity, spuszczel domowy (Hylotrupes bajulus) – gatunek chrząszcza należący do rodziny kózkowatych. Jest szkodnikiem drewnianych elementów budynków. Zasiedla nie tylko więźbę dachową, czy typowe ściany z drewna iglastego, ale nawet stare drewniane ramy okienne czy drewnianą boazerię i podłogi. Szkodnik ten jest w stanie wyrządzić duże szkody w drewnie, zmniejszając jego nośność, a nawet spowodować jego zniszczenie. 

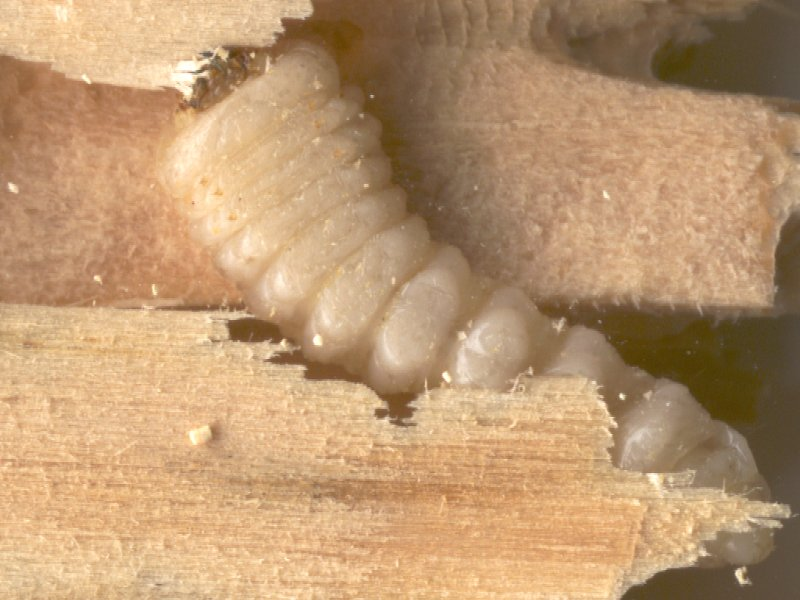
Kilkuletnia larwa spuszczela pospolitego

Długowieczne, bo żyjące nawet do 7 lat (zanim przeobrażą się w owada dorosłego), larwy tego chrząszcza żerują w martwym i suchym drewnie z drzew iglastych. Długość życia larwy zależy od właściwości odżywczych drewna. Ocenia się, że stadium larwy może trwać nawet kilkanaście lat w niesprzyjających warunkach. Larwy rozwijają się nawet w bardzo przesuszonym drewnie. Najczęściej drążą kanały w części bielistej drewna. Rzadko spotykany w drewnie mocno zawilgoconym. 

## Wygląd i rójka
Chrząszcze spuszczela osiągają od 7 do 21 mm i zazwyczaj przybierają ciemnobrunatną lub czarną barwę. Owady te na przedpleczu posiadają dwa lśniące guzy ułatwiające ich identyfikację. Larwy spuszczela pospolitego są białe i osiągają nawet do 30 mm długości. 
Rójka przypada najczęściej na początku sierpnia podczas najgorętszych dni. Po zapłodnieniu samica poszukuje miejsca o odpowiedniej wilgotności i fakturze drewna. Liczba składanych jaj przez samicę spuszczela pospolitego może się różnic w zależności od warunków i jest to od około 200 nawet do 500 szt.

## Stwierdzanie obecności w drewnie
Obecność spuszczela pospolitego w drewnie stwierdzić można po odgłosach żerowania w gorące dni. W drewnie silnie zaatakowanym, z którego we wcześniejszych latach wydostawały się postacie dorosłe, obecność można stwierdzić na podstawie kilkumilimetrowych otworów wylotowych, z których wysypuje się mączka drzewna.

## Rodzaje drewna w którym żeruje spuszczel
Spuszczel pospolity preferuje żerowanie w drewnie iglastym, najczęściej sosnowym ale można go spotkać także w drewnie liściastym. Spuszczele atakują głównie drewno świeże mające od 1 roku do 20 lat ale można spotkać spuszczela także w drewnie mającym kilkadziesiąt a nawet kilkaset lat. Spuszczele żerują zarówno w drewnie wewnątrz budynku np. w więźbie dachowej czy też stropach  jak i na zewnątrz budynku np. w zewnętrznych słupach podporowych czy tarasach z drewna.

## Metody zwalczania
Spuszczela pospolitego można zwalczać na kilka sposobów w zależności od rodzaju obiektu, ilości drewna i dostępu do drewna. W obiektach dużych samodzielnie stojących (domy, dachy, więźby dachowe, budynki) gdzie są duże ilości drewna najczęściej stosuje się fumigację inaczej gazowanie oraz aplikację preparatów metodą niskociśnieniową lub wysokociśnieniową. W przypadku małych obiektów (przedmioty drewniane, wyposażenie drewniane, ramy obrazów) można zastosować metodę mikrofal lub metodę Veloxy.